# Sphecodes ohtsukius
Sphecodes ohtsukius är en biart som beskrevs av Kazuhiko Tsuneki 1984. Sphecodes ohtsukius ingår i släktet blodbin, och familjen vägbin. Inga underarter finns listade i Catalogue of Life.